# Teluk Panjang
Teluk Panjang is een bestuurslaag in het regentschap Bungo van de provincie Jambi, Indonesië. Teluk Panjang telt 1208 inwoners (volkstelling 2010).